# Karl Gossel
Karl Gossel (* 1. Juli 1892 in Mühlhausen/Thüringen; † 24. August 1966 in Melle) war ein deutscher Politiker (CDU).

## Leben
Nach dem Abitur auf einem humanistischen Gymnasium (1911) studierte der Protestant Gossel an der Kaiser-Wilhelms-Universität Straßburg, der Georg-August-Universität Göttingen und der Friedrichs-Universität Halle Rechts- und Staatswissenschaften. Er wurde Mitglied des Corps Borussia Halle (1913) und des Corps Suevia Straßburg zu Marburg (1925). Das Studium wurde durch Einsätze als Soldat im Ersten Weltkrieg unterbrochen. 1919 begann er eine Ausbildung als Verwaltungsbeamter in Frankfurt (Oder), nach deren Abschluss er 1923 Regierungsrat in Harburg (Elbe) wurde. 1925 wechselte er als Finanzrat in das Preußische Finanzministerium nach Berlin. Er war von 1928 bis 1934 Landrat im Kreis Melle und wechselte dann in das Reichsfinanzministerium. Nach einem Einsatz in Polen 1939/40 war er bis Kriegsende im Reichsfinanzministerium für Kriegsaufgaben zuständig. Dabei organisierte er auch die „Behandlung“ der Ostarbeiter in NS-Zwangsarbeitslagern in denen Vernichtung durch Arbeit Programm war, z. B. durch die Finanzierung dieser Zwangsarbeitslager. 1948 wurde er Oberkreisdirektor im Kreis Melle. In jener Zeit erhielt er noch das Band des Corps Saxonia Frankfurt am Main.

### Abgeordneter
Als Mitglied der CDU Niedersachsen war Gossel von 1957 bis 1965 Mitglied des Deutschen Bundestages. Im Deutschen Bundestag vertrat er den Bundestagswahlkreis Diepholz – Nienburg I stets mit einem Direktmandat.

### Ehrungen
- Ehrenmitglied des Corps Borussia Halle